# Gruta do Cerrado
A Gruta do Cerrado é uma gruta portuguesa localizada na freguesia das Lajes do Pico, concelho das Lajes do Pico, ilha do Pico, arquipélago dos Açores.
Esta cavidade apresenta uma geomorfologia de origem vulcânica em forma de tubo de lava localizado em encosta. Este acidente geológico apresenta um comprimento de 15 m.